# Gigantione uberlackerae
Gigantione uberlackerae is een pissebed uit de familie Bopyridae. De wetenschappelijke naam van de soort is voor het eerst geldig gepubliceerd in 1984 door Adkison.